# Anton Sevrjugin

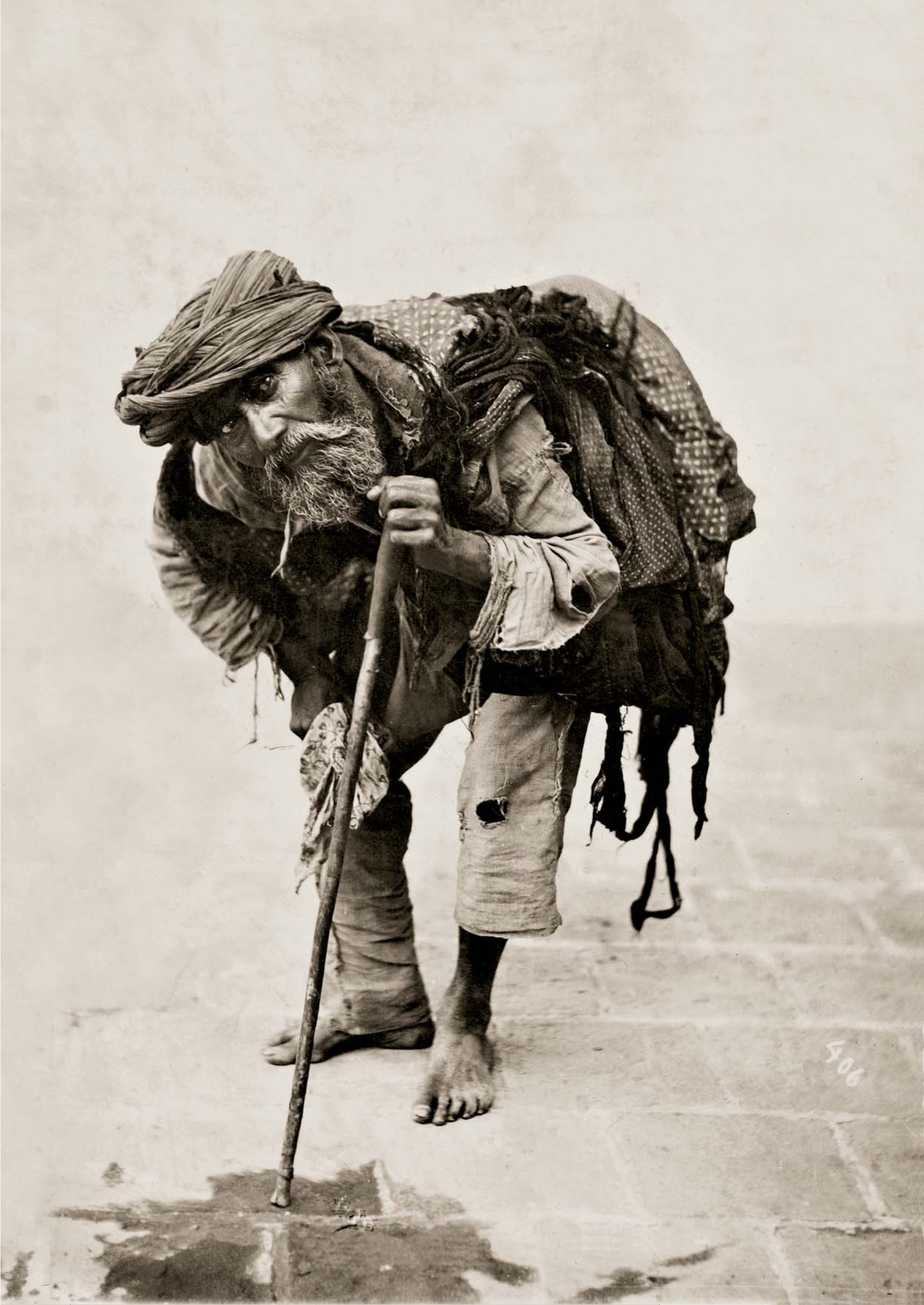
Žebrák v Teheránu

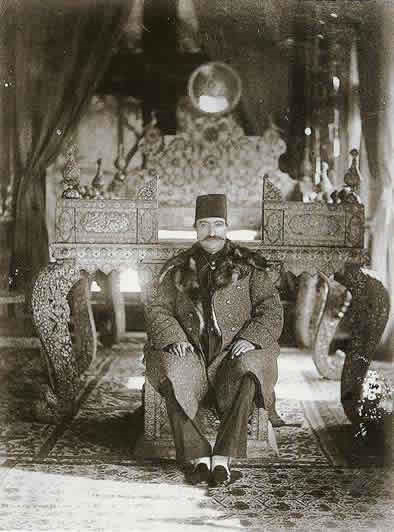
Násir ad-Dín Šáh

Anton Sevrjugin (1851–1933) byl fotograf působící v Íránu za vlády dynastie Kadžárovců (1785–1925).

## Mládí
Narodil se v ruské rodině arménsko-gruzínského původu na ruském velvyslanectví v Teheránu v Íránu jako jedno z mnoha dětí Vasilije Sevrjugina a Gruzínky Ačiny Chanum. Vasilij Sevrjugin byl ruským diplomatem v Teheránu. Ačin vychovala své děti v gruzínské Tbilisi, protože jí byl odepřen důchod jejího manžela. Poté, co Vasilij zemřel při nehodě na koni, se Anton vzdal umělecké formy malby a začal se věnovat fotografii, aby mohl podporovat svou rodinu.
Pod vlivem fotografa Dmitrije Jermakova (1845–1916), který cestoval do Persie, Střední Asie, na Kavkaz a Krym, se Anton Sevrjugin rozhodl vrátit do Persie a sestavit rozsáhlou fotodokumentaci o životě a obyvatelích tohoto státu. Se svým bratrem Koljou odcestoval do íránského Ázerbájdžánu, odkud pokračoval ve své cestě do Kurdistánu a Luristánu. V roce 1883 založil spolu se svými bratry Koljou a Emanuelem fotografické studio v Teheránu, které se nacházelo na ulici Ala al-dawla (dnes ulice Ferdowsi) vedle domu guvernéra Rašta, ústavodárce Zahiral Davla.
Mnoho Antonových fotografií bylo pořízeno v letech 1870–1930. Vzhledem k tomu, že Sevrjugin mluvil persky, stejně tak jako i dalšími jazyky, byl schopný komunikovat s různými sociálními vrstvami a kmeny ze své země Íránu. Jeho fotografie královského dvora, harémů, mešit a dalších náboženských památek jsou srovnatelné s ostatními západními fotografy v Persii. Panovník Násir ad-Dín Šáh (vládl od roku 1846 do roku 1896) se o fotografii velmi zajímal a dal za úkol Sevrjuginovi zdokumentovat mnoho osobností, královských budov a událostí.

## Krajinářská fotografie
Protože Sevrjugin cestoval Persií a fotografoval zemi, při svých cestách zaznamenával Írán tak, jak tomu bylo v jeho době. Na Sevrjuginových fotografiích je Teherán jako malé město. Na snímcích je vidět, jak se od té doby památky, mosty a krajiny změnily.

## Etnografické fotografie
Některé ze Sevrjuginových portrétů vycházely z existujících stereotypů Východu, přesto však měly komerční hodnotu a dnes se ukázaly jako historické záznamy regionální módy. Fotografické ateliéry v devatenáctém století propagovaly typy snímků známých ve francouzštině jako „typy“. Jednalo se o portréty typických etnických skupin a jejich zaměstnání. Informovali evropského diváka, který nezná perskou kulturu, o vzhledu regionálních oděvů, řemesel, náboženství a profesí. Fotografování regionálních kostýmů bylo v devatenáctém století akceptovanou metodou etnologického výzkumu. Mnoho evropských etnologických muzeí zakoupilo Sevrjuginovy portréty, aby doplnilo svou vědeckou sbírku. Muzea shromažďovala fotografie bazarových obchodníků, členů zápasnické školy zurkhana, dervišů, shromážděné lidi v davu, aby viděli divadlo taziyeh, lidi zapojené do šíitských rituálů a další. Sevrjuginovy portréty byly také šířeny jako pohlednice s textem: „Typy Peršanů“. Sevrjugin byl fotograf, který neměl žádné hranice v zobrazování lidí nejrůznějších společenských tříd a etnického původu. Zobrazoval členy perské královské rodiny, žebráky, krajany z Íránu nebo Západu, zemědělce pracující na polích, ženy při práci, armádní důstojníky, náboženské úředníky, Zoroastriány, Armény, Lúry, Gruzínce, Kurdy, Šasavany, Asyřany nebo Gilaky.

## Sevrjuginovo fotografické studio
Mnoho obyvatel ze Západu, kteří žili v Persii, nebo cestovatelé, kteří zemi navštívili, přiváželi zpět domů Sevrjuginovy fotografie a zmiňovali se o něm v cestopisech své doby. Sevrjuginovo fotografické studio bylo umístěno na ulici Ala al-Dawla a nebylo jediným fotografickým studiem na této ulici. V tomto ateliéru mohli pořídit své fotografie také místní lidé, přičemž mohli pózovat před malovaným fotografickým pozadím. Většina snímků byla pořízena na skleněný negativ a vyvolána jako albuminový tisk. Na zadní straně fotografie bylo často vytištěno logo se Sevrjuginovým jménem. Mnoho turistů 19. století jeho jméno psalo špatně, protože jej bylo obtížné v západních jazycích hláskovat: například Sevraguine, Sevrugin, Sevriogin, Segruvian a Serunian. Jeho jméno bylo foneticky napsáno Sevr-joe-gien.

## Zkáza
V roce 1908 došlo ke zničení bohaté sbírky Sevrjuginových fotografií, když Kozáci z Muhammada Alí Šáha (vládl od 1907–1909) bezděčně bombardovali Sevrjuginův obchod během Perská revoluce. Jeho dům spolu s celou ulicí shořel. Až do té doby měl Anton více než sedm tisíc fotografií. Zachráněny byly pouze dva tisíce. Fotografie zobrazovaly četné postavy spojené s bývalým režimem Kádžárovců a ukazovaly „podmínky daleko od jeho vlastních představ o moderním západním národu“, Rezá Šáh Pahlaví (vládl v letech 1925–1941) zbývající obrazy zabavil.

## Dědictví
Po Sevrjuginově smrti způsobené infekcí ledvin se jeho snímky znovu objevily. Z manželství s Louise Gourgenian přežilo sedm dětí. Jeho dcera Mary získala část fotografií, zřejmě díky přátelství s Muhammadem Rezou Šahem Pahlavim (vládl 1941–1979). Celkem 696 jeho negativů přežilo dodnes.

## Galerie

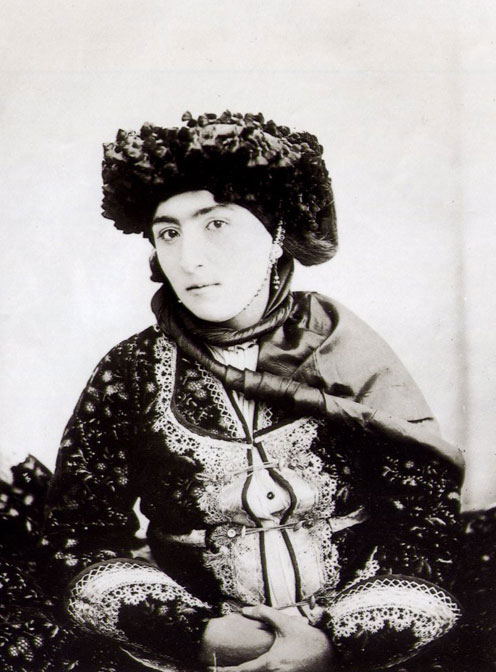
Kurdská žena, Národní muzeum etnologie, Leiden, Nizozemsko
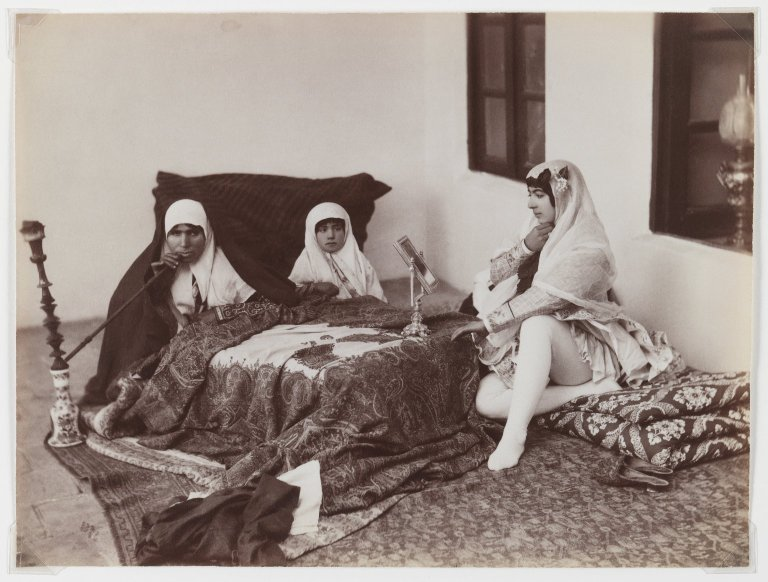
Dvě dámy s dítětem odpočívají v harému, Brooklynské muzeum
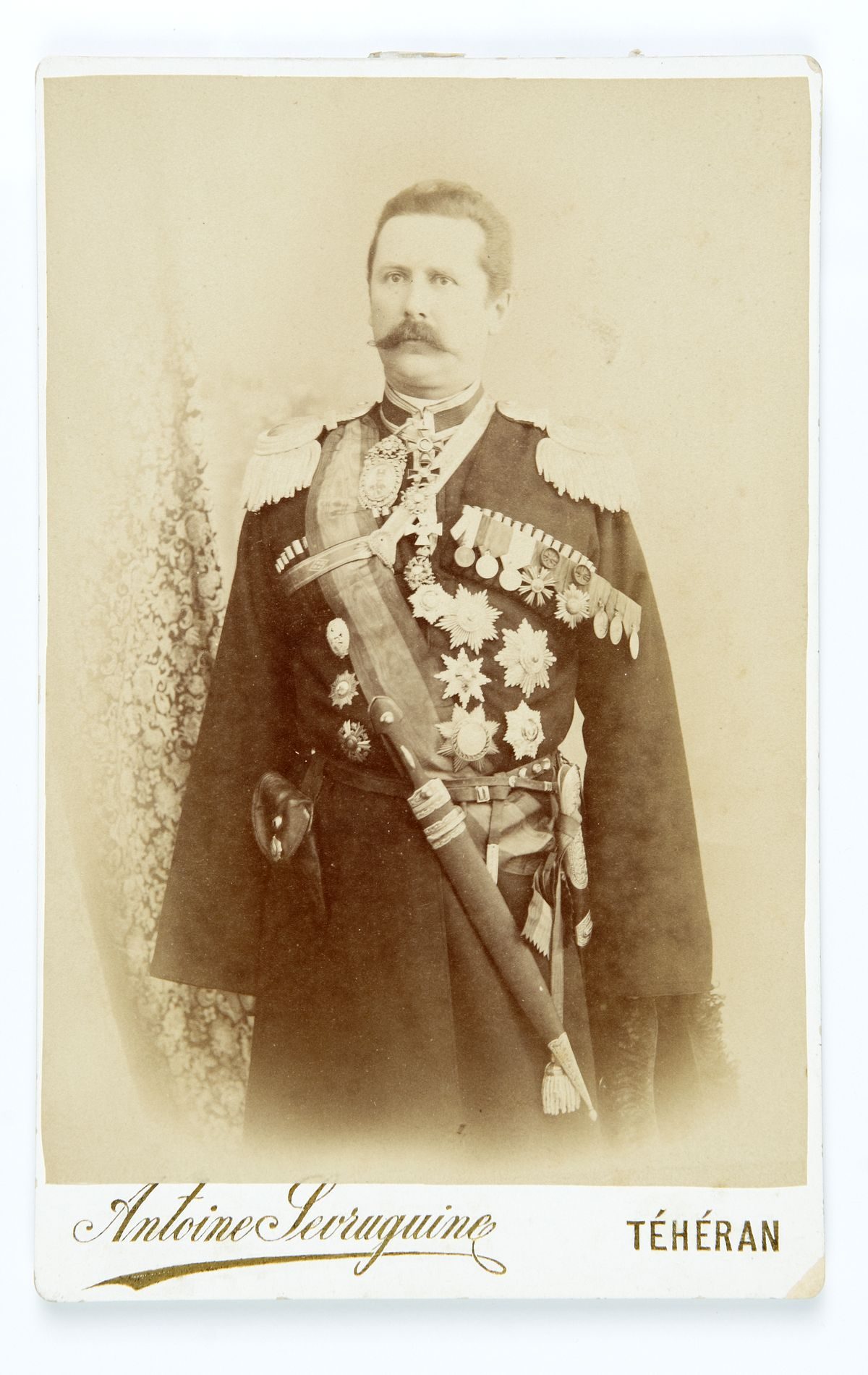
Generál Vladimir Kosogovskij, velitel perské kozácké brigády, 1900, Teherán.
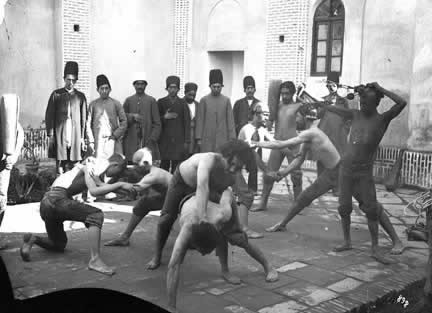
Íránský zápas
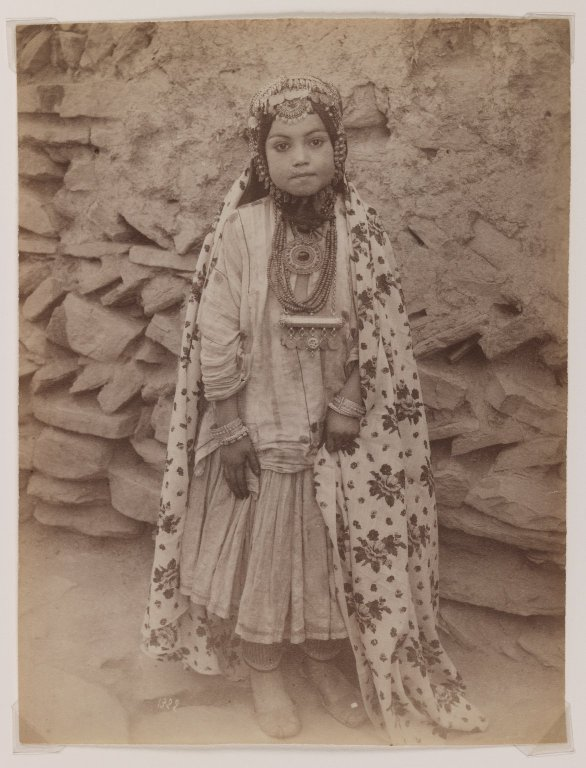
Dívka zdobená stříbrnými šperky, Brooklynské muzeum
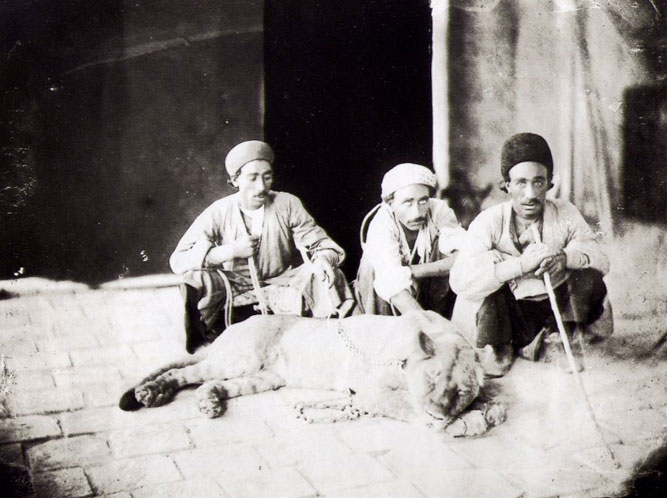
Muži s živým lvem v Íránu.
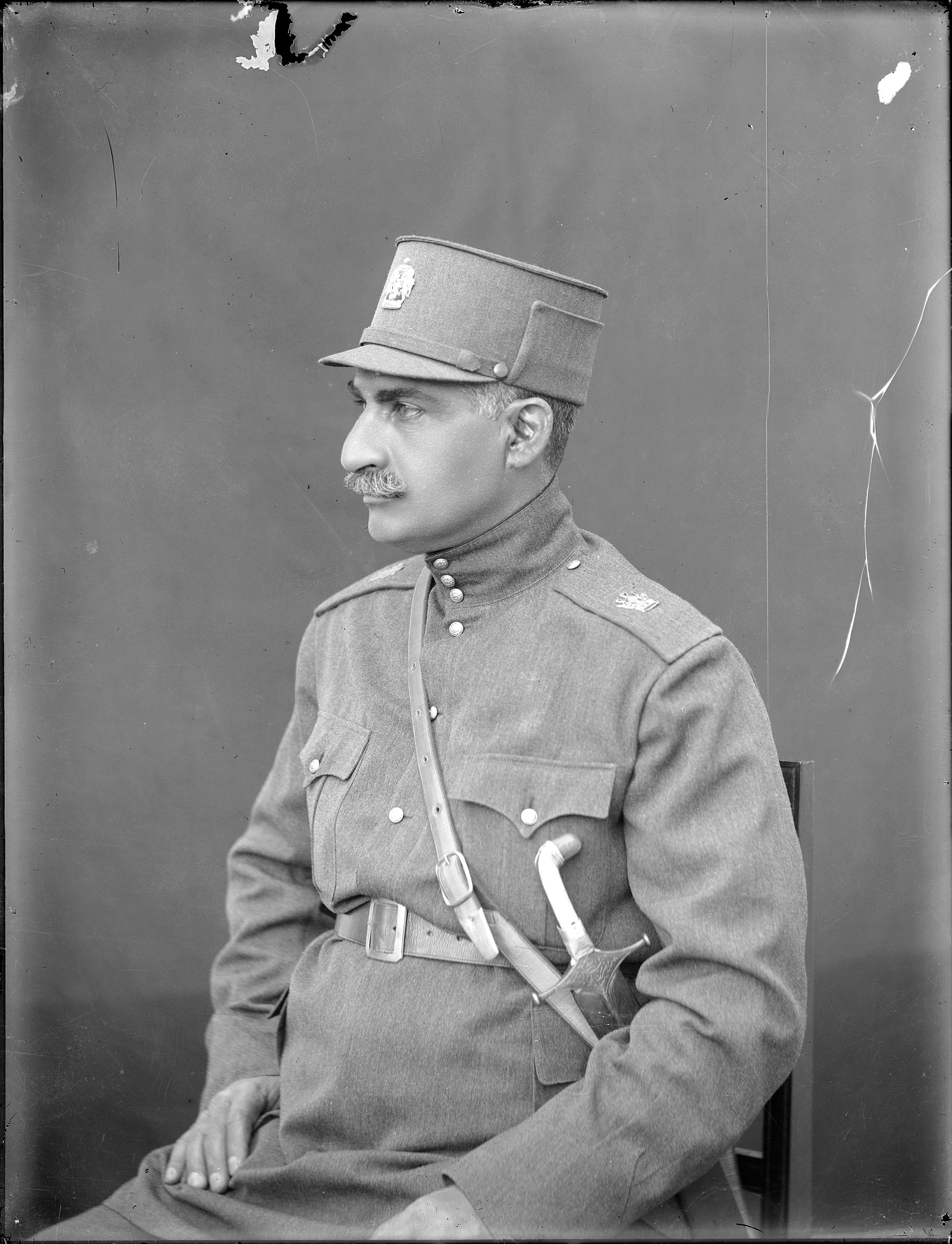
Rezá Šáh jako ministr války
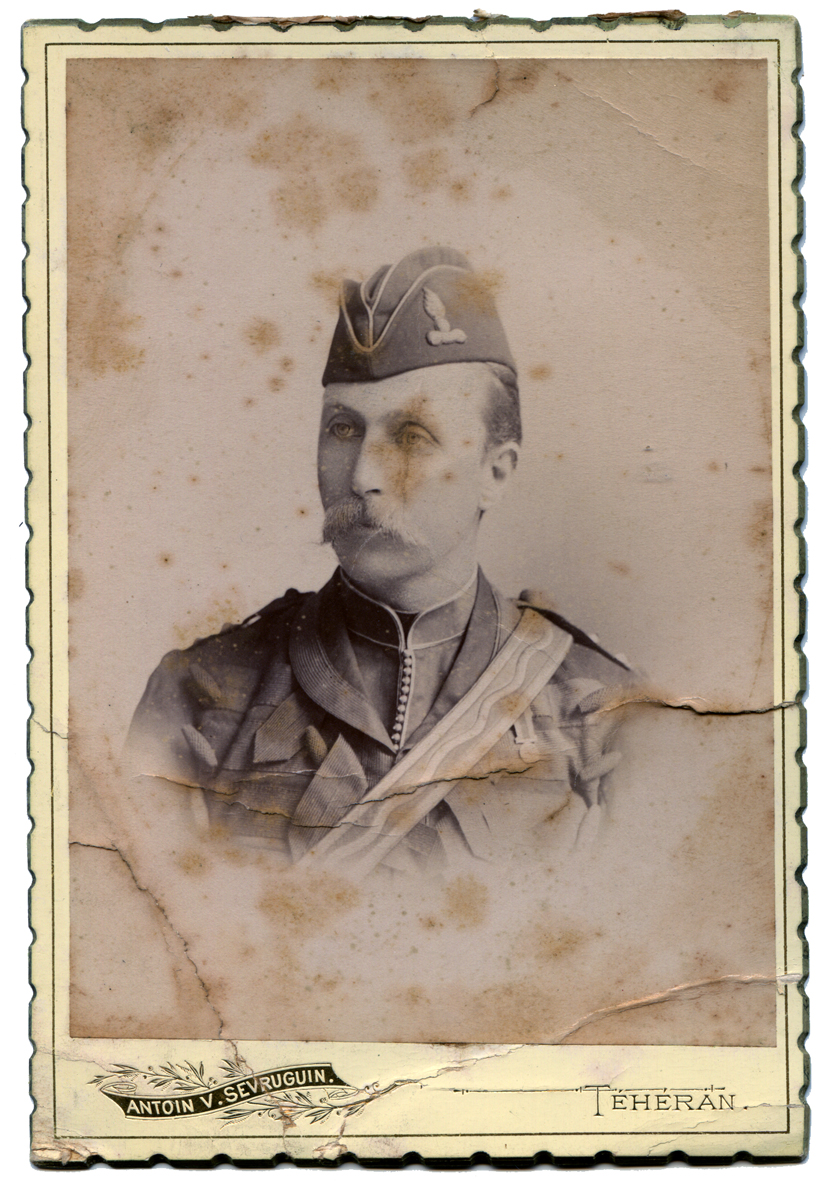
Arthur Churchill Bailward
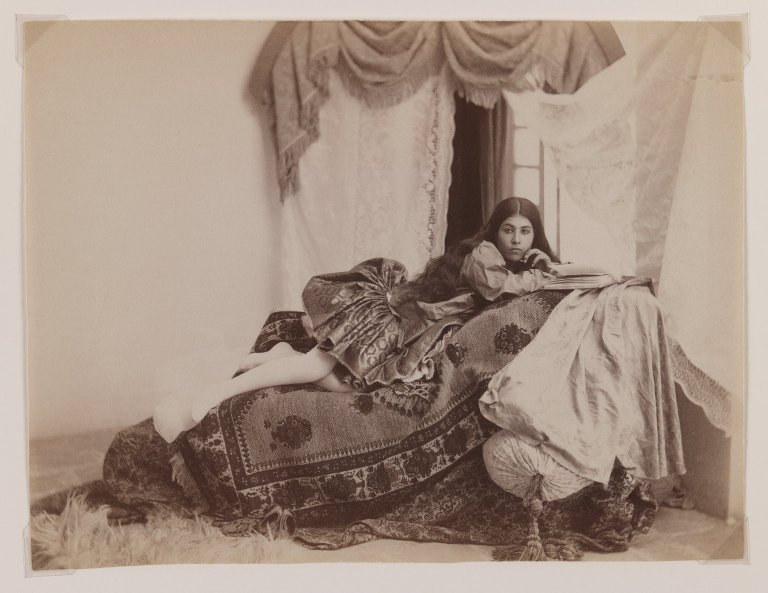
Dívka čte knihu, fotografický ateliér, Brooklynské muzeum
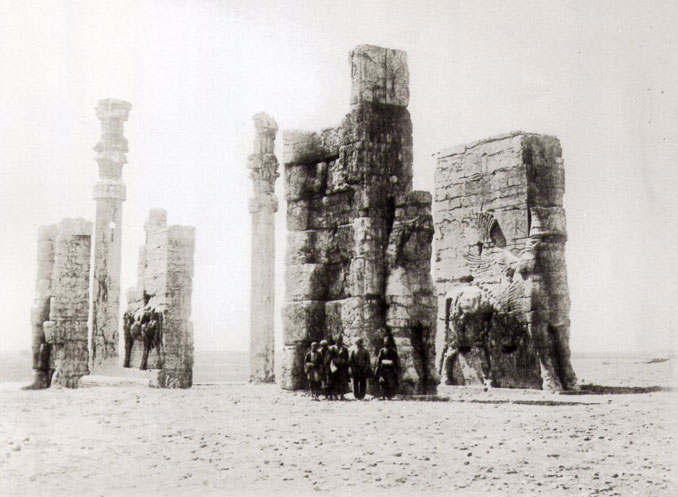
Persepolis